# 20e Bergleger
Het 20e Bergleger (Duits: 20. Gebirgs-Armee) was een Duits leger in de Tweede Wereldoorlog. 

## Krijgsgeschiedenis

Terugtocht door Finland in 1944

Het 20e Bergleger werd opgericht op 22 juni 1942 in Noord-Finland (Lapland) door omdopen van Armee Lappland. 
De frontsector van het leger was de meest noordelijke van het oostfront, van de Noordelijke IJszee tot midden-Finland. Deze frontsector was relatief statisch gedurende twee volle jaren. Nadat Finland op 2 september 1944 gecapituleerd had, moest het leger zich van begin september 1944 tot januari 1945 terugtrekken in de Operatie Birke tot het drielandenpunt. Hierbij trok het 18e Bergkorps zich via Kuusamo, Rovaniemi en Muonio terug naar Noord-Noorwegen. Het 36e Bergkorps trok terug vanaf het gebied ten oosten van Salla, via  Kemijärvi naar Rovaniemien vandaar verder via Ivalo naar Noord-Noorwegen.
Het 20e Bergleger vocht in oktober aan het Litsa-front tegen Sovjet-troepen en aan het Rovaniemi-front tegen het nu vijandige Finse leger. Vanaf 8 oktober evacueerden de Duitse troepen vóór de Finnen de laatste aanvoerhavens van Tornio en Kemi aan de Botnische Golf. In het noorden trok ondertussen ook het 19e Bergkorps van het Litsa-front naar het drielandenpunt. Vervolgens betrok het leger de Lyngen-stelling. 
Vanaf 18 december 1944 nam het 20e Bergleger ook het bevel over het gehele grondgebied en de bevoegdheden van de Wehrmachtbefehlshabers Norwegen over van de opgeheven Armee Norwegen.
Op 8 mei 1945 capituleerde het 20e Bergleger in Oslo aan Britse troepen.

## Commandanten
| Rang                      | Naam                | Begin           | Eind            |
| ------------------------- | ------------------- | --------------- | --------------- |
| Generaloberst             | Eduard Dietl        | 22 juni 1942    | 23 juni 1944 †  |
| Generaloberst             | Dr. Lothar Rendulic | 25 juni 1944    | 21 januari 1945 |
| General der Gebirgstruppe | Franz Böhme         | 21 januari 1945 | 8 mei 1945      |

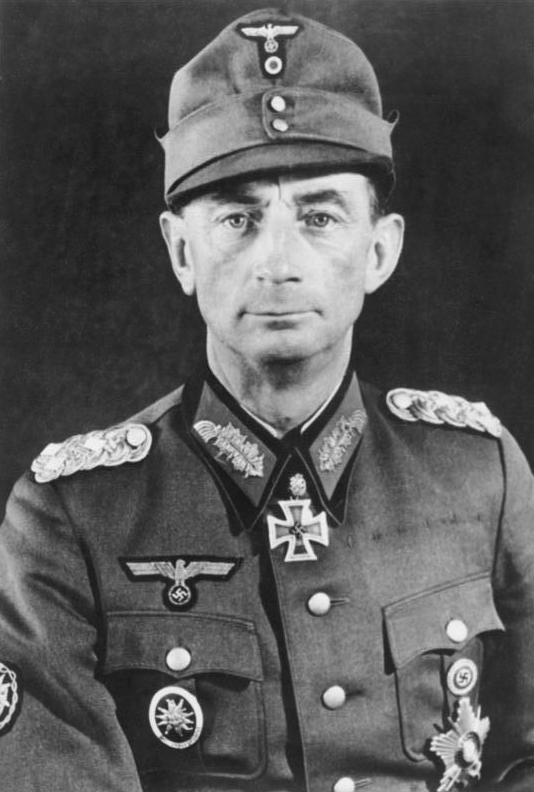
Generaloberst Eduard Dietl

Op 23 juni 1944 stortte een Ju 52-vliegtuig met Dietl, drie andere generaals en drie andere passagiers neer in de buurt van het kleine dorpje Rettenegg in Oostenrijk. Er waren geen overlevenden.